# تيم مكينتوش (لاعب كرة قاعدة)
تيم مكينتوش (بالإنجليزية: Tim McIntosh)‏ هو لاعب كرة قاعدة أمريكي، ولد في 21 مارس 1965 في منيابولس في الولايات المتحدة.

## وصلات خارجية
- تيم مكينتوش على موقع دوري كرة القاعدة الرئيسي (الإنجليزية)
- تيم مكينتوش على موقع الدوري الياباني لكرة القاعدة (الإنجليزية)
- تيم مكينتوش على موقعبيزبول رفرنس.كوم (الدوري الرئيسي) (الإنجليزية)
- تيم مكينتوش على موقعبيزبول رفرنس.كوم (الدوري الثانوي) (الإنجليزية)
- تيم مكينتوش على موقع مشجعي الرسوم البيانية (الإنجليزية)